# Saint-Martin-de-Castillon
Saint-Martin-de-Castillon é uma comuna francesa na região administrativa da Provença-Alpes-Costa Azul, no departamento de Vaucluse. Estende-se por uma área de 38,21 km². Em 2010 a comuna tinha 762 habitantes (densidade: 19,9 hab./km²).